# ブランチバスケット
『ブランチバスケット』は、2009年3月21日まで新潟放送運営のBSNラジオで放送されていたワイド番組。

## 放送時間
いずれも日本標準時。
- 土曜 8:35 - 11:56（2001年）[2]
- 土曜 8:27 - 11:56（2001年 - 2004年）[3]
- 土曜 7:00 - 11:55（2004年 - 2006年）[4]
- 土曜 7:20 - 11:55（2006年 - 2008年）
- 土曜 8:30 - 11:55（2008年 - 2009年）

## 出演者
括弧内の肩書きは、番組出演当時のものを記載。

### パーソナリティ
- 杉浦健（新潟放送アナウンサー）[2]
- 増山由美子（新潟放送アナウンサー）

### レギュラー出演者
- 碓井真史（社会心理学者、新潟青陵大学大学院教授）
- 箕輪行泰（宝石みのわ社長）
- 村山恵美（新潟放送アナウンサー）[5]
- 海津ゆうこ（中継リポーター）

## タイムテーブル
2009年時点でのデータを記載。

### 8時台
- 8:30 オープニング
- 8:53 交通速報
- 8:54 新潟日報ニュース

### 9時台
- 9:00 9時です新潟市です
- 9:05 リクエスト
- 9:08 情報、リクエスト
- 9:28 交通速報
- 9:30 お天気カレンダー
- 9:32 ほくほく線で一直線
- 9:42 リクエスト
- 9:50 ふるさと散歩
- 9:55 新潟日報ニュース

### 10時台
- 10:00 エバラにおまかせごっくんレシピ
- 10:06 海ちゃんレポート
- 10:10 リクエスト
- 10:12 心は何色？あなた色！
- 10:30 新潟日報スポットニュース
- 10:34 ミスターマリーンのおっ魚でトーク
- 10:45 ジャパネットたかたラジオショッピング
- 10:55 新潟日報ニュース

### 11時台
- 11:00 みのわコレクション
- 11:13 リクエスト
- 11:20 りゅーとぴあインフォメーション
- 11:24 リクエスト
- 11:28 新津フラワーランドで花遊び
- 11:38 リクエスト
- 11:40 海ちゃんレポート
- 11:53 エンディング